# Godilas
Godilas (altgriechisch Γοδιλᾶς) war ein oströmischer Heermeister (magister militum), der in der Zeit der Kaiser Justin I. (regierte 518–527) und Justinian I. (regierte 527–565) seinen Dienst versah.

## Leben
Godilas wird zuerst 518 erwähnt als einer der Offiziere, die Justin I. zum oströmischen Kaiser proklamierten. Die Zeremonie wird in De ceremoniis, zusammengestellt von Kaiser Konstantin VII. Porphyrogennetos im 10. Jahrhundert, geschildert, und gibt auch Auskunft über seinen Rang, nämlich den eines Campiductor („Drillmeister“) der Einheit der Lanciarii (altgriechisch καμπιδούκτωρ τῶν λαγκιαρίων).
Im Jahr 528 führte Godilas zusammen mit Baduarius eine Strafexpedition von Odessus (dem heutigen Warna) gegen die Hunnen von der Krim. Diese hatten unter ihrem Khan Mougel offenbar oströmische Städte entlang des Schwarzen Meeres erobert. Später während desselben Jahres vereinigte Godilas seine Truppen mit Ascum und Constantiolus um sich einer Invasion der Bulgaren in Thrakien entgegenzustellen. Der oströmischen Armee gelang es, einige der Invasoren in einer Feldschlacht zu besiegen, doch geriet sie in einen Hinterhalt einer zweiten Invasionsarmee der Hunnen/Bulgaren und wurde in die Flucht geschlagen. Sowohl Constantiolus als auch Ascum wurden von den verfolgenden Feinden unter Einsatz von Lassos gefangen. Einzig Godilas gelang es zu entkommen, wie von Johannes Malalas und Theophanes berichtet wird.
Godilas’ militärischer Rang zum Zeitpunkt der Schlacht ist unklar. Ascum und Constantiolus führten beide den Titel eines magister militum. Godilas’ Verhalten und seine Schilderung lassen vermuten, dass er von ebenbürtigem Rang war, entweder also magister militum per Thracias oder magister militum vacans war.